# Gyula Szekfű

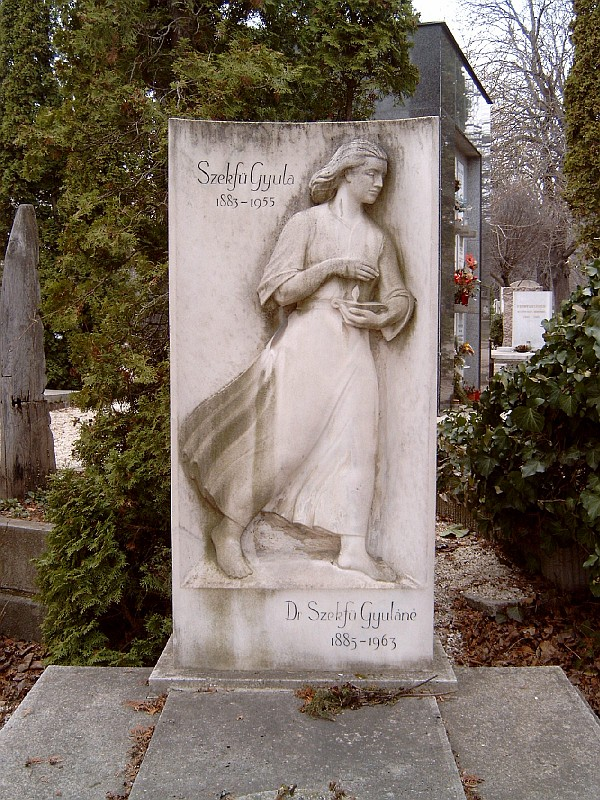
Hrob Gyuly Szekfűho na hřbitově v Budapešti

Gyula Szekfű (23. května 1883 Székesfehérvár – 29. června 1955 Budapešť) byl maďarský historik a publicista. V letech 1946-1948 byl maďarským velvyslancem v Moskvě.

## Dílo
- Szamosközy István történeti munkáinak kritikájához (1904)
- Serviensek és familiarisok (1912)
- A száműzött Rákóczi (1913)
- Mit vétettem én? (1915)
- A magyar állam életrajza (Berlin, 1917, Budapešť 1918)
- Három nemzedék (1920)
- Széchenyi igéi (1921)
- Iratok a magyar államnyelv kérdésének történetéhez (1926)
- Bethlen Gábor (1929)
- Magyar történet (1929 – 33)
- Három nemzedék és ami utána következik (1934)
- Állam és nemzet (1942) / État et nation (Stát a národ)
- Forradalom után (1947)
- Az öreg Kossuth (1952)